# 56 de l'Àguila
56 de l'Àguila (56 Aquilae) és una estrella de la constel·lació de l'Àguila. Té una magnitud aparent de 5,76. Fou descoberta per John Herschel.